# Fokoué
Fokoué est une commune du Cameroun située dans la région de l'Ouest et le département de la Menoua.

## Géographie
Le village de Fokoué est situé sur la route départementale D65 à 18 km au sud-est du chef-lieu départemental Dschang. La commune couvre une superficie de 162 km2 soit 11,7 % du territoire départemental de la Ménoua, elle est limitrophe de quatre communes de ce département; Dschang, Penka-Michel, Nkong-Zem, et Santchou. 
| Dschang  | Nkong-Zem | Penka-Michel |
| Santchou | Fokoué    | Bandja       |
| Santchou | Kékem     | Bandja       |

## Administration
La commune de Fokoué est issue du district de Mintsoh, instauré en 1961, il prend le nom de Fokoué le 27 décembre 1962. La commune est dirigée par les administrateurs municipaux, puis les maires élus se succèdent depuis 1996 :
| Période | Période | Identité                                 | Étiquette | Qualité |
| ------- | ------- | ---------------------------------------- | --------- | ------- |
| 1996    | 2002    | Marthe Tawamba                           |           |         |
| 2002    | 2007    | Etienne Nguemo                           |           |         |
| 2007    | 2013    | Victor Ngueko                            |           |         |
| 2013    |         | Adrienne Paule Zamdjio ep Demenou Tapamo |           |         |

## Population
Lors du recensement de 2005, la commune comptait 9 576 habitants.

## Chefferies traditionnelles
L'arrondissement compte cinq chefferies de 2e degré :
- Groupement Fontsa-Touala
- Groupement Bamegwou
- Groupement Fotomena
- Groupement Fomopea
- Groupement Fokoué

## Organisation
L'arrondissement de Fokoué constitué de quatre groupements en 2005 : Fokoué, Fotoména, Fomopéa et Fontsa-Toula, instaure un 5e groupement : Bamegwou. Outre Fokoué proprement dit, la commune comprend les villages suivants :
- Bamegwou
- Bandoum
- Bangouet
- Banka
- Fodomelo
- Fomopea
- Fontsa-Touala
- Fotchouffeu
- Fotomena
- Fotsagho
- Lenlah
- Meka
- Minla
- Mintso
- Ndounde
- Nko'o
- Nzalla

## Cultes
La paroisse catholique Saint Jean Marie Vianney de Fokoué relève de la doyenné de Dschang du diocèse de Bafoussam. 